# MCM Margolin
MCM Margolin je samonabíjecí pistole malé ráže (.22 Long Rifle) určená pro sportovní střelbu, která se vyráběla v Sovětském svazu od roku 1948.

## Historie
První verze pistole byly navrženy mezi lety 1936 a 1941, avšak druhá světová válka zhatila testování nové sportovní zbraně (které bylo schváleno pouhý den – 21. června 1941 – před německým útokem na SSSR), a tak byla výroba zahájena až v roce 1948 po přepracování původních předválečných návrhů. Z velkých závodů byla poprvé vyzkoušena na 36. mistrovství světa ve sportovní střelbě v Caracasu (Venezuela) v roce 1954, kde hned slavila úspěch, neboť střelcům se s ní podařilo stanovit nový světový rekord v disciplíně rychlopalná pistole.

## Konstrukce
Zbraň má pevnou hlaveň a dynamický neuzamčený závěr. Zamíření je uzpůsobeno k úpravě záměrné – jak strany, tak výšky. Proti samovolnému posunu jsou mířidla opatřena zajištěním. Změna záměrné se provádí otáčením šroubu dle potřeby. 